# Ratatoskr

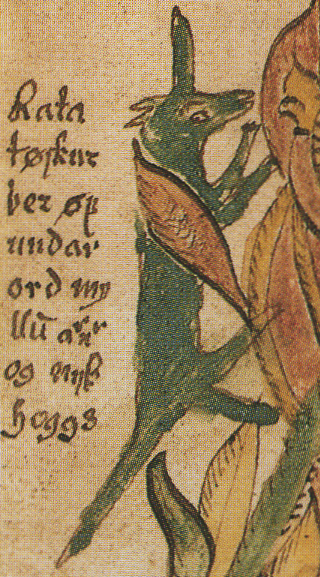
Ratatoskr

Ratatoskr (dal norreno "dente che perfora") è uno scoiattolo che vive su Yggdrasill, l'albero cosmico. Ratatoskr percorre instancabilmente e con fulminea velocità il tronco dalle radici, dove si annida il serpente Níðhöggr, sino alla sommità dei rami, dove si trova una grande aquila, facendo da tramite per le male parole che i due si scambiano incessanti.
(Snorri Sturluson - Edda in prosa - Gylfaginning XVI)
Secondo la filologa germanica Gianna Chiesa Isnardi, lo scoiattolo Ratatoskr rappresenta la velocità; suo compito è permettere che l'antagonismo fra cielo e terra, fra bene e male, fra sfera spirituale e sfera materiale non si interrompa mai.

## Nella cultura di massa

### Letteratura
- Ratatoskr compare nella saga Magnus Chase e gli Dei di Asgard, di Rick Riordan. Qui viene rappresentato come un personaggio negativo, in quanto le calunnie e gli insulti che riporta a Nidhoggr e all'aquila li inventa lui affinché le due creature litighino, per pura e semplice nequizia.
- Ratatoskr compare nel romanzo American Gods, di Neil Gaiman. Durante la scena della veglia funebre sul corpo di Wednesday (incarnazione di Odino), sussurra il suo stesso nome al protagonista.

### Videogiochi
- Nel terzo capitolo del videogioco Boktai, Ratatosk è l'ultimo boss del gioco.
- Nel MOBA Smite, Ratatoskr è uno dei personaggi giocabili
- In Assassin's Creed: Valhalla è possibile sfidare Ratatosk (interpretato da Idun Olsen) a un duello di rime.
- È presente nel videogioco God of War come una delle evocazioni di Atreus[2] mentre compare nella sua forma corporea in God of War Ragnarök doppiato da SungWon Cho.[3]

### Musica
Brani su Ratatoskr sono presenti su Ýdalir il sesto album del gruppo viking metal islandese Skálmöld e su Fimbulvinter il terzo lavoro del gruppo viking metal svedese Brothers of Metal.